# John Tremayne Babington
John Tremayne Babington (Londra, 20 luglio 1891 – Bodmin, 20 marzo 1979) è stato un aviatore e militare britannico, che combatte nelle file del Royal Naval Air Service durante il corso della prima guerra mondiale, transitando poi in servizio nella Royal Air Force nel 1920. Nel 1938 divenne comandante dell'aeronautica della Far East Air Force, e nel 1941, in piena seconda guerra mondiale del Technical Training Command. Promosso Maresciallo dell'aria il 27 dicembre 1943, fu nominato rappresentante della RAF presso l'alto comando sovietico. Nel 1944 si ritirò a vita privata cambiando il cognome del padre con quello della madre, al fine di evitare confusione con il fratello minore Philip..

## Biografia
Nacque a Londra il 20 luglio 1891, figlio di Charles Hagart Babington e Grace Damaris Matilda Tremayne.   Nel 1908 si arruolò come aspirante guardiamarina nella Royal Navy, entrando in servizio sull'incrociatore da battaglia Inflexible. Promosso ufficiale il 15 ottobre 1911, conseguì il brevetto di pilota a Eastchurch nel gennaio 1913, e nel marzo successivo dopo fu assegnato come fliyng officer al Royal Naval Air Service. Il 15 gennaio 1914 divenne assistente istruttore di volo presso la Central Flying School, e il 6 maggio dello stesso anno fu assegnato alla stazione navale dell'isola di Grain. Dopo lo scoppio della prima guerra mondiale divenne flying commander del No.1 Naval Air Squadron, e fu uno dei tre piloti che a bordo di altrettanti Avro 504 parteciparono al bombardamento della fabbrica di dirigibili Zeppelin di Friedrichshafen, in Germania, il 21 novembre successivo. Nel gennaio 1915 fu nominato comandante della RNAS Westgate, passando nello stesso anno al comando della RNAS Hendon e divenendo nel contempo membro della sottocommissione per la difesa aerea del Regno Unito. Nominato comandante del No.3 Wing RNAS operante in Francia con i bombardieri Handley Page 0/100, nel maggio 1917 assunse il comando della RNAS/RAF Manston e poi della RNAS Stonehenge. Promosso tenente colonnello il 1 maggio 1919, il 10 maggio dello stesso anno divenne membro della Commissione di controllo permanente sulla Germania.
Il 2 gennaio 1920 lasciò il servizio attivo in marina, entrando ufficialmente nella Royal Air Force. Il 27 marzo 1927 fu nominato comandante della base di aerea di Gosport, passando q quello della base di Hinaidi, in Iraq, il 28 settembre 1928. Nel gennaio 1929 assunse il comando dell'aviazione britannica di stanza in Iraq, prima di diventare addetto aeronautico inglese presso della Società delle Nazioni l'11 novembre dello stesso anno. 
Il 27 dicembre 1934 fu nominato comandante della base aerea di Halton e della No.1 SoTT (Scuola di formazione tecnica), passando a quello del No.24 Wing il 10 luglio 1936. Due anni dopo, nel 1938, assunse il comando  dell'aeronautica britannica nel settore dell'Estremo Oriente. In piena seconda guerra mondiale, il 7 luglio 1941 lasciò l'estremo oriente per assumere il comando del Technical Training Command, che mantenne fino al 27 dicembre 1943, quando promosso Air Marshal si recò a Mosca come rappresentante della RAF presso l'alto comando sovietico. Si ritirò definitivamente a vita privata nel 1944, andando in pensione come Alto Sceriffo della Cornovaglia.  Si spense a Bodmin il 20 marzo 1979.

## Onorificenze

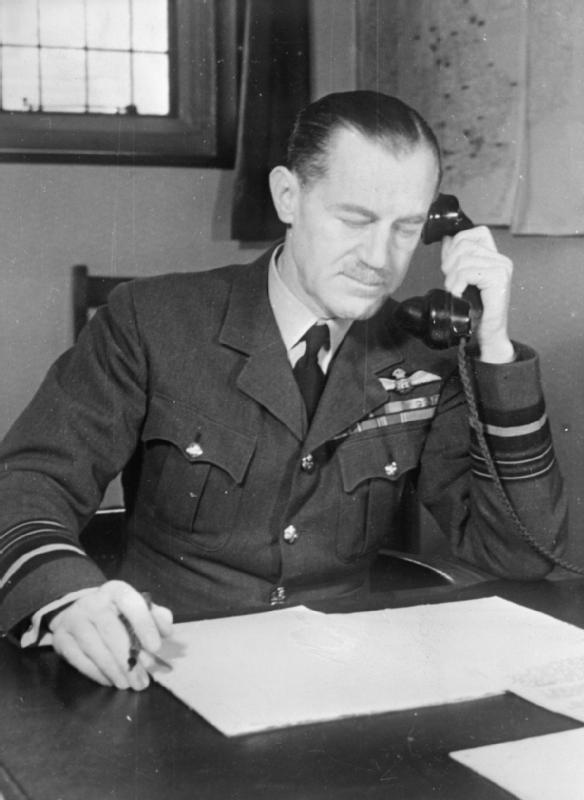
Il Maresciallo dell'aria J.T. Babington comandante del Technical Training Command, fotografato nel suo ufficio nell'Air Ministry a Londra.

### Annotazioni
1. ↑  Gli altri erano: il flying lieutenant Sidney Vincent Sippe e lo squadron commander Edward Featherstone Briggs.

### Fonti
1. 1 2 3 4 5 6 7 8 9 10 11 12 13 14  Royal Air Force.
2. ↑  (EN) Air of Authority - A History of RAF Organisation - Air Marshal Sir John Babington/Tremayne, su rafweb.org. URL consultato il 14 agosto 2017.
3. 1 2 3  Lifehistory.
4. 1 2  Castle 2018, p. 34.
5. ↑  Castle 2018, p. 37.
6. ↑   Supplement to the London Gazette (PDF), in London Gazette, 11 giugno 1942,  p. 2478. URL consultato il 23 luglio 2018.
7. ↑  Dockrill 2016, p. 34.
8. ↑  (EN) Service Aviation, in Flight, n. 1800, 24 giugno 1943,  p. 672. URL consultato il 14 agosto 2017.
9. ↑  Navy List January 1919 - Volume 1, 2012, p. 372.